# Lista de ministros do Exército do Brasil

Bandeira-Insígnia do Comandante do Exército conforme a portaria – C Ex Nº 1.879, de 1 de dezembro de 2022.

Esta é a lista de ministros e comandantes do Exército Brasileiro.
Até 1967, a denominação do ministério responsável pela gestão do Exército era Ministério da Guerra. Entre 1967 e 1999, passou a ser denominado Ministério do Exército. Com a criação do Ministério da Defesa, em 10 de junho de 1999, pela lei complementar n.º 97 de 9 de junho de 1999, as Forças Armadas deixaram de ter status de Ministério e passaram a ser subordinadas ao Ministro de Estado da Defesa. A organização responsável pela gestão do Exército passou a ser denominada Comando do Exército e seu chefe, sem status de ministro, passou a ser denominado comandante do Exército.

## Estado do BrasileReino Unido de Portugal, Brasil e Algarves
Os seguintes ministros foram ministros do Exército Português, porém estão listados no endereço eletrônico do Exército Brasileiro como "Comandantes do Exército Brasileiro".«Biografia dos antigos Comandantes». Site do Exército Brasileiro. Consultado em 6 de fevereiro de 2024</ref>
| Nº | Nome                                                      | Órgão                                       | Início              | Fim  | Rei                    |
| -- | --------------------------------------------------------- | ------------------------------------------- | ------------------- | ---- | ---------------------- |
| 1  | Rodrigo de Sousa Coutinho, Conde de Linhares              | Secretaria de Estado dos Negócios da Guerra | 10 de março de 1808 | 1812 | D. João VI de Portugal |
| 2  | João de Almeida Melo e Castro, 5.° Conde de Galveias      | Secretaria de Estado dos Negócios da Guerra | 1812                | 1814 | D. João VI de Portugal |
| 3  | Fernando José de Portugal e Castro, 2.° Marquês de Aguiar | Secretaria de Estado dos Negócios da Guerra | 1814                | 1816 | D. João VI de Portugal |
| 4  | Antônio de Araújo e Azevedo, Conde da Barca               | Secretaria de Estado dos Negócios da Guerra | 1816                | 1817 | D. João VI de Portugal |
| 5  | João Paulo Bezerra de Seixas, Barão de Itaguaí (interino) | Secretaria de Estado dos Negócios da Guerra | 1817                | 1817 | D. João VI de Portugal |
| 6  | Tomás António de Vila Nova Portugal                       | Secretaria de Estado dos Negócios da Guerra | 1817                | 1820 | D. João VI de Portugal |
| 7  | Pedro de Sousa e Holstein, Duque de Palmela               | Secretaria de Estado dos Negócios da Guerra | 1820                | 1821 | D. João VI de Portugal |
| 8  | Silvestre Pinheiro Ferreira                               | Secretaria de Estado dos Negócios da Guerra | 1821                | 1821 | D. João VI de Portugal |

### Regência do Príncipe D. Pedro
Estes foram os ministros durante a Regência do Príncipe D. Pedro:
| Nº | Nome                                      | Órgão                                       | Início                  | Fim                   | Rei e Regente                                                              |
| -- | ----------------------------------------- | ------------------------------------------- | ----------------------- | --------------------- | -------------------------------------------------------------------------- |
| 9  | Francisco José Vieira (interino)          | Secretaria de Estado dos Negócios da Guerra | 1821                    | 1821                  | D. João VI de Portugal – Regente Príncipe D. Pedro de Alcântara e Bragança |
| 10 | Carlos Frederico Bernardo de Caula        | Secretaria de Estado dos Negócios da Guerra | 24 de fevereiro de 1821 | 16 de janeiro de 1822 | D. João VI de Portugal – Regente Príncipe D. Pedro de Alcântara e Bragança |
| 11 | Joaquim de Oliveira Álvares               | Ministério dos Negócios da Guerra           | 16 de janeiro de 1822   | 27 de junho de 1822   | D. João VI de Portugal – Regente Príncipe D. Pedro de Alcântara e Bragança |
| 12 | Luís Pereira da Nóbrega de Sousa Coutinho | Ministério dos Negócios da Guerra           | 27 de junho de 1822     | 7 de setembro de 1822 | D. João VI de Portugal – Regente Príncipe D. Pedro de Alcântara e Bragança |

## Império

### Primeiro reinado
Estes foram os ministros durante o primeiro reinado:
| Nº | Nome                                                                            | Órgão                             | Início                 | Fim                    | Imperador (Chefe de Estado e de Governo) |
| -- | ------------------------------------------------------------------------------- | --------------------------------- | ---------------------- | ---------------------- | ---------------------------------------- |
| 1  | Luís Pereira da Nóbrega de Sousa Coutinho                                       | Ministério dos Negócios da Guerra | 7 de setembro de 1822  | 28 de outubro de 1822  | D. Pedro I                               |
| 2  | João Vieira de Carvalho, Marquês de Lages                                       | Ministério dos Negócios da Guerra | 28 de outubro de 1822  | 17 de julho de 1823    | D. Pedro I                               |
| 3  | José de Oliveira Barbosa, Visconde do Rio Comprido                              | Ministério dos Negócios da Guerra | 10 de novembro de 1823 | 14 de novembro de 1823 | D. Pedro I                               |
| —  | Francisco Vilela Barbosa, 1.° Marquês de Paranaguá                              | Ministério dos Negócios da Guerra | 14 de novembro de 1823 | 19 de novembro de 1823 | D. Pedro I                               |
| 4  | João Gomes da Silveira Mendonça, Marquês de Sabará                              | Ministério dos Negócios da Guerra | 19 de novembro de 1823 | 26 de julho de 1824    | D. Pedro I                               |
| 5  | Francisco Vilela Barbosa, 1.° Marquês de Paranaguá (interino)                   | Ministério dos Negócios da Guerra | 26 de julho de 1824    | 3 de agosto de 1824    | D. Pedro I                               |
| 6  | João Vieira de Carvalho, Marquês de Lages                                       | Ministério dos Negócios da Guerra | 3 de agosto de 1824    | 20 de novembro de 1827 | D. Pedro I                               |
| 7  | Bento Barroso Pereira                                                           | Ministério dos Negócios da Guerra | 20 de novembro de 1827 | 15 de junho de 1828    | D. Pedro I                               |
| 8  | Francisco Cordeiro da Silva Torres de Sousa Melo e Alvim, Visconde de Jerumirim | Ministério dos Negócios da Guerra | 15 de junho de 1828    | 24 de junho de 1828    | D. Pedro I                               |
| —  | Joaquim de Oliveira Álvares                                                     | Ministério dos Negócios da Guerra | 24 de junho de 1828    | 5 de agosto de 1829    | D. Pedro I                               |
| —  | José Clemente Pereira                                                           | Ministério dos Negócios da Guerra | 5 de agosto de 1829    | 4 de dezembro de 1829  | D. Pedro I                               |
| 9  | Tomás Joaquim Pereira Valente, Conde do Rio Pardo                               | Ministério dos Negócios da Guerra | 4 de dezembro de 1829  | 19 de março de 1831    | D. Pedro I                               |
| 10 | José Manuel de Morais                                                           | Ministério dos Negócios da Guerra | 19 de março de 1831    | 5 de abril de 1831     | D. Pedro I                               |
| 11 | João Vieira de Carvalho, Marquês de Lages                                       | Ministério dos Negócios da Guerra | 5 de abril de 1831     | 7 de abril de 1831     | D. Pedro I                               |

### Período regencial
Estes foram os ministros durante o período regencial:
| Nº | Nome                                                   | Órgão                | Início                 | Fim                    | Imperador e Regentes                       |
| -- | ------------------------------------------------------ | -------------------- | ---------------------- | ---------------------- | ------------------------------------------ |
| 12 | José Manuel de Morais                                  | Ministério da Guerra | 7 de abril de 1831     | 16 de julho de 1831    | D. Pedro II – Regência Trina Provisória    |
| —  | Manuel da Fonseca de Lima e Silva, Barão de Suruí      | Ministério da Guerra | 16 de julho de 1831    | 3 de agosto de 1832    | D. Pedro II – Regência Trina Permanente    |
| —  | Bento Barroso Pereira                                  | Ministério da Guerra | 3 de agosto de 1832    | 13 de setembro de 1832 | D. Pedro II – Regência Trina Permanente    |
| 13 | Antero José Ferreira de Brito, Barão de Tramandaí      | Ministério da Guerra | 13 de setembro de 1832 | 16 de janeiro de 1835  | D. Pedro II – Regência Trina Permanente    |
| 14 | João Paulo dos Santos Barreto                          | Ministério da Guerra | 16 de janeiro de 1835  | 15 de março de 1835    | D. Pedro II – Regência Trina Permanente    |
| 15 | Joaquim Vieira da Silva e Sousa                        | Ministério da Guerra | 15 de março de 1835    | 16 de março de 1835    | D. Pedro II – Regente Diogo Antônio Feijó  |
| 16 | José Félix Pereira de Burgos, Barão de Itapicuru-Mirim | Ministério da Guerra | 16 de março de 1835    | 14 de outubro de 1835  | D. Pedro II – Regente Diogo Antônio Feijó  |
| —  | Manuel da Fonseca de Lima e Silva, Barão de Suruí      | Ministério da Guerra | 14 de outubro de 1835  | 1 de novembro de 1836  | D. Pedro II – Regente Diogo Antônio Feijó  |
| 17 | João Vieira de Carvalho, Marquês de Lages              | Ministério da Guerra | 1 de novembro de 1836  | 7 de abril de 1837     | D. Pedro II – Regente Diogo Antônio Feijó  |
| 18 | Salvador José Maciel                                   | Ministério da Guerra | 7 de abril de 1837     | 16 de maio de 1837     | D. Pedro II – Regente Diogo Antônio Feijó  |
| 19 | José Saturnino da Costa Pereira                        | Ministério da Guerra | 16 de maio de 1837     | 19 de setembro de 1837 | D. Pedro II – Regente Diogo Antônio Feijó  |
| 20 | Sebastião do Rêgo Barros                               | Ministério da Guerra | 19 de setembro de 1837 | 5 de março de 1839     | D. Pedro II – Regente Pedro de Araújo Lima |
| 21 | Joaquim José Rodrigues Torres, Visconde de Itaboraí    | Ministério da Guerra | 5 de março de 1839     | 16 de abril de 1839    | D. Pedro II – Regente Pedro de Araújo Lima |
| 22 | Jacinto Roque de Sena Pereira                          | Ministério da Guerra | 16 de março de 1839    | 16 de maio de 1839     | D. Pedro II – Regente Pedro de Araújo Lima |
| 23 | João Vieira de Carvalho, Marquês de Lages              | Ministério da Guerra | 16 de maio de 1839     | 18 de maio de 1840     | D. Pedro II – Regente Pedro de Araújo Lima |
| —  | Salvador José Maciel                                   | Ministério da Guerra | 18 de maio de 1840     | 24 de julho de 1840    | D. Pedro II – Regente Pedro de Araújo Lima |

### Segundo reinado
Estes foram os ministros durante o segundo reinado:
| Nº | Nome                                                                                     | Órgão                | Início                  | Fim                     | Imperador e Presidentes do Conselho de Ministros                         |
| -- | ---------------------------------------------------------------------------------------- | -------------------- | ----------------------- | ----------------------- | ------------------------------------------------------------------------ |
| 24 | Francisco de Paula Cavalcanti de Albuquerque, Visconde de Suaçuna                        | Ministério da Guerra | 24 de julho de 1840     | 23 de março de 1841     | D. Pedro II – acumulava as funções de Chefe de Estado e Chefe de Governo |
| 25 | José Clemente Pereira                                                                    | Ministério da Guerra | 23 de março de 1841     | 23 de janeiro de 1843   | D. Pedro II – acumulava as funções de Chefe de Estado e Chefe de Governo |
| —  | Salvador José Maciel                                                                     | Ministério da Guerra | 23 de janeiro de 1843   | 2 de fevereiro de 1844  | D. Pedro II – acumulava as funções de Chefe de Estado e Chefe de Governo |
| 26 | Jerônimo Coelho                                                                          | Ministério da Guerra | 2 de fevereiro de 1844  | 26 de maio de 1845      | D. Pedro II – acumulava as funções de Chefe de Estado e Chefe de Governo |
| 27 | Antônio Francisco de Paula de Holanda Cavalcanti de Albuquerque, Visconde de Albuquerque | Ministério da Guerra | 26 de maio de 1845      | 2 de maio de 1846       | D. Pedro II – acumulava as funções de Chefe de Estado e Chefe de Governo |
| —  | João Paulo dos Santos Barreto                                                            | Ministério da Guerra | 2 de maio de 1846       | 22 de maio de 1847      | D. Pedro II – acumulava as funções de Chefe de Estado e Chefe de Governo |
| 28 | Antônio Manuel de Melo                                                                   | Ministério da Guerra | 22 de maio de 1847      | 20 de julho de 1847     | D. Pedro II – acumulava as funções de Chefe de Estado e Chefe de Governo |
| 28 | Antônio Manuel de Melo                                                                   | Ministério da Guerra | 20 de julho de 1847     | 8 de março de 1848      | D. Pedro II – Presidente Manuel Alves Branco                             |
| 29 | Manuel Felizardo de Sousa e Melo                                                         | Ministério da Guerra | 8 de março de 1848      | 31 de maio de 1848      | D. Pedro II – Presidente José Carlos Pereira de Almeida Torres           |
| 30 | João Paulo dos Santos Barreto                                                            | Ministério da Guerra | 31 de maio de 1848      | 29 de setembro de 1848  | D. Pedro II – Presidente Francisco de Paula Sousa e Melo                 |
| 31 | Manuel Felizardo de Sousa e Melo                                                         | Ministério da Guerra | 29 de setembro de 1848  | 8 de outubro de 1849    | D. Pedro II – Presidente Pedro de Araújo Lima (1.º Governo)              |
| 31 | Manuel Felizardo de Sousa e Melo                                                         | Ministério da Guerra | 8 de outubro de 1849    | 11 de maio de 1852      | D. Pedro II – Presidente José da Costa Carvalho                          |
| 31 | Manuel Felizardo de Sousa e Melo                                                         | Ministério da Guerra | 11 de maio de 1852      | 6 de setembro de 1853   | D. Pedro II – Presidente Joaquim José Rodrigues Torres (1.º Governo)     |
| 32 | Pedro de Alcântara Bellegarde                                                            | Ministério da Guerra | 6 de setembro de 1853   | 14 de junho de 1855     | D. Pedro II – Presidente Honório Hermeto Carneiro Leão                   |
| 33 | Luís Alves de Lima e Silva, Marquês de Caxias                                            | Ministério da Guerra | 14 de junho de 1855     | 3 de setembro de 1856   | D. Pedro II – Presidente Honório Hermeto Carneiro Leão                   |
| 33 | Luís Alves de Lima e Silva, Marquês de Caxias                                            | Ministério da Guerra | 3 de setembro de 1856   | 4 de maio de 1857       | D. Pedro II – Presidente Luís Alves de Lima e Silva (1.º Governo)        |
| —  | Jerônimo Coelho                                                                          | Ministério da Guerra | 4 de maio de 1857       | 11 de julho de 1858     | D. Pedro II – Presidente Pedro de Araújo Lima (2.º Governo)              |
| 34 | José Antônio Saraiva                                                                     | Ministério da Guerra | 11 de julho de 1858     | 12 de setembro de 1858  | D. Pedro II – Presidente Pedro de Araújo Lima (2.º Governo)              |
| —  | José Maria da Silva Paranhos, Visconde do Rio Branco                                     | Ministério da Guerra | 12 de setembro de 1858  | 12 de dezembro de 1858  | D. Pedro II – Presidente Pedro de Araújo Lima (2.º Governo)              |
| —  | José Maria da Silva Paranhos, Visconde do Rio Branco                                     | Ministério da Guerra | 12 de dezembro de 1858  | 12 de fevereiro de 1859 | D. Pedro II – Presidente Antônio Paulino Limpo de Abreu                  |
| —  | Manuel Felizardo de Sousa e Melo                                                         | Ministério da Guerra | 12 de fevereiro de 1859 | 10 de agosto de 1859    | D. Pedro II – Presidente Antônio Paulino Limpo de Abreu                  |
| —  | Sebastião do Rêgo Barros                                                                 | Ministério da Guerra | 10 de agosto de 1859    | 3 de março de 1861      | D. Pedro II – Presidente Ângelo Moniz da Silva Ferraz                    |
| 35 | Luís Alves de Lima e Silva, Marquês de Caxias                                            | Ministério da Guerra | 3 de março de 1861      | 24 de maio de 1862      | D. Pedro II – Presidente Luís Alves de Lima e Silva (2.º Governo)        |
| 36 | Manuel Marques de Sousa, Conde de Porto Alegre                                           | Ministério da Guerra | 24 de maio de 1862      | 30 de maio de 1862      | D. Pedro II – Presidente Zacarias de Góis e Vasconcelos (1.º Governo)    |
| 37 | Polidoro da Fonseca Quintanilha Jordão, Visconde de Santa Teresa                         | Ministério da Guerra | 30 de maio de 1862      | 12 de maio de 1863      | D. Pedro II – Presidente Pedro de Araújo Lima (3.º Governo)              |
| —  | Antônio Manuel de Melo                                                                   | Ministério da Guerra | 12 de maio de 1863      | 15 de janeiro de 1864   | D. Pedro II – Presidente Pedro de Araújo Lima (3.º Governo)              |
| 38 | José Mariano de Matos                                                                    | Ministério da Guerra | 15 de janeiro de 1864   | 31 de maio de 1864      | D. Pedro II – Presidente Zacarias de Góis e Vasconcelos (2.º Governo)    |
| 39 | Francisco Carlos de Araújo Brusque                                                       | Ministério da Guerra | 31 de maio de 1864      | 31 de agosto de 1864    | D. Pedro II – Presidente Zacarias de Góis e Vasconcelos (2.º Governo)    |
| 40 | Henrique Pedro Carlos de Beaurepaire-Rohan, Visconde de Beaurepaire                      | Ministério da Guerra | 31 de agosto de 1864    | 12 de fevereiro de 1865 | D. Pedro II – Presidente Francisco José Furtado                          |
| 41 | José Egídio Gordilho de Barbuda Filho                                                    | Ministério da Guerra | 12 de fevereiro de 1865 | 12 de maio de 1865      | D. Pedro II – Presidente Francisco José Furtado                          |
| 42 | Ângelo Moniz da Silva Ferraz, Barão de Uruguaiana                                        | Ministério da Guerra | 12 de maio de 1865      | 8 de julho de 1865      | D. Pedro II – Presidente Pedro de Araújo Lima (4.º Governo)              |
| —  | José Antônio Saraiva                                                                     | Ministério da Guerra | 8 de julho de 1865      | 10 de novembro de 1865  | D. Pedro II – Presidente Pedro de Araújo Lima (4.º Governo)              |
| 43 | Ângelo Moniz da Silva Ferraz, Barão de Uruguaiana                                        | Ministério da Guerra | 10 de novembro de 1865  | 3 de agosto de 1866     | D. Pedro II – Presidente Pedro de Araújo Lima (4.º Governo)              |
| 43 | Ângelo Moniz da Silva Ferraz, Barão de Uruguaiana                                        | Ministério da Guerra | 3 de agosto de 1866     | 7 de outubro de 1866    | D. Pedro II – Presidente Zacarias de Góis e Vasconcelos (3.º Governo)    |
| 44 | João Lustosa da Cunha Paranaguá, 2.° Marquês de Paranaguá                                | Ministério da Guerra | 7 de outubro de 1866    | 16 de julho de 1868     | D. Pedro II – Presidente Zacarias de Góis e Vasconcelos (3.º Governo)    |
| 45 | Manuel Vieira Tosta, Marquês de Muritiba                                                 | Ministério da Guerra | 16 de julho de 1868     | 29 de setembro de 1870  | D. Pedro II – Presidente Joaquim José Rodrigues Torres (2.º Governo)     |
| 46 | João Frederico Caldwell                                                                  | Ministério da Guerra | 29 de setembro de 1870  | 9 de novembro de 1870   | D. Pedro II – Presidente José Antônio Pimenta Bueno                      |
| 47 | Raimundo Ferreira de Araújo Lima                                                         | Ministério da Guerra | 9 de novembro de 1870   | 7 de março de 1871      | D. Pedro II – Presidente José Antônio Pimenta Bueno                      |
| 48 | José Maria da Silva Paranhos                                                             | Ministério da Guerra | 7 de março de 1871      | 15 de maio de 1871      | D. Pedro II – Presidente José Maria da Silva Paranhos                    |
| 49 | Domingos José Nogueira Jaguaribe, Visconde de Jaguaribe                                  | Ministério da Guerra | 15 de maio de 1871      | 20 de abril de 1872     | D. Pedro II – Presidente José Maria da Silva Paranhos                    |
| 50 | João José de Oliveira Junqueira Júnior                                                   | Ministério da Guerra | 20 de abril de 1872     | 25 de junho de 1875     | D. Pedro II – Presidente José Maria da Silva Paranhos                    |
| 51 | Luís Alves de Lima e Silva, Duque de Caxias                                              | Ministério da Guerra | 25 de junho de 1875     | 5 de janeiro de 1878    | D. Pedro II – Presidente Luís Alves de Lima e Silva (3.º Governo)        |
| 52 | Manuel Luís Osório, Marquês do Herval                                                    | Ministério da Guerra | 5 de janeiro de 1878    | 6 de outubro de 1879    | D. Pedro II – Presidente João Lins Vieira Cansanção de Sinimbu           |
| —  | Eduardo de Andrade Pinto                                                                 | Ministério da Guerra | 6 de outubro de 1879    | 9 de outubro de 1879    | D. Pedro II – Presidente João Lins Vieira Cansanção de Sinimbu           |
| 53 | João Lins Vieira Cansanção de Sinimbu                                                    | Ministério da Guerra | 6 de outubro de 1879    | 9 de outubro de 1879    | D. Pedro II – Presidente João Lins Vieira Cansanção de Sinimbu           |
| 54 | João Lustosa da Cunha Paranaguá, 2.° Marquês de Paranaguá                                | Ministério da Guerra | 9 de outubro de 1879    | 28 de março de 1880     | D. Pedro II – Presidente João Lins Vieira Cansanção de Sinimbu           |
| 55 | José Antônio Correia da Câmara, 2.° Visconde de Pelotas                                  | Ministério da Guerra | 28 de março de 1880     | 15 de maio de 1881      | D. Pedro II – Presidente José Antônio Saraiva (1.º Governo)              |
| 56 | Franklin Dória, Barão do Loreto                                                          | Ministério da Guerra | 15 de maio de 1881      | 21 de janeiro de 1882   | D. Pedro II – Presidente José Antônio Saraiva (1.º Governo)              |
| 57 | Afonso Pena                                                                              | Ministério da Guerra | 21 de janeiro de 1882   | 3 de julho de 1882      | D. Pedro II – Presidente Martinho Álvares da Silva Campos                |
| 58 | Carlos Afonso de Assis Figueiredo                                                        | Ministério da Guerra | 3 de julho de 1882      | 24 de maio de 1883      | D. Pedro II – Presidente João Lustosa da Cunha Paranaguá                 |
| 59 | Antônio Joaquim Rodrigues Júnior                                                         | Ministério da Guerra | 24 de maio de 1883      | 1 de março de 1884      | D. Pedro II – Presidente Lafayette Rodrigues Pereira                     |
| —  | Afonso Pena                                                                              | Ministério da Guerra | 1 de março de 1884      | 22 de março de 1884     | D. Pedro II – Presidente Lafayette Rodrigues Pereira                     |
| 60 | Filipe Franco de Sá                                                                      | Ministério da Guerra | 22 de março de 1884     | 6 de junho de 1884      | D. Pedro II – Presidente Lafayette Rodrigues Pereira                     |
| 61 | Cândido Luís Maria de Oliveira                                                           | Ministério da Guerra | 6 de junho de 1884      | 6 de maio de 1885       | D. Pedro II – Presidente Sousa Dantas                                    |
| 62 | Antônio Eleutério de Camargo                                                             | Ministério da Guerra | 6 de maio de 1885       | 20 de agosto de 1885    | D. Pedro II – Presidente José Antônio Saraiva (2.° Governo)              |
| —  | João José de Oliveira Junqueira Júnior                                                   | Ministério da Guerra | 20 de agosto de 1885    | 12 de junho de 1886     | D. Pedro II – Presidente João Maurício Wanderley                         |
| 63 | Alfredo Chaves                                                                           | Ministério da Guerra | 12 de junho de 1886     | 12 de fevereiro de 1887 | D. Pedro II – Presidente João Maurício Wanderley                         |
| 64 | Joaquim Delfino Ribeiro da Luz                                                           | Ministério da Guerra | 12 de fevereiro de 1887 | 10 de março de 1888     | D. Pedro II – Presidente João Maurício Wanderley                         |
| 65 | Tomás José Coelho de Almeida                                                             | Ministério da Guerra | 10 de março de 1888     | 7 de junho de 1889      | D. Pedro II – Presidente João Alfredo Correia de Oliveira                |
| 66 | Rufino Eneias Gustavo Galvão, Visconde de Maracaju                                       | Ministério da Guerra | 7 de junho de 1889      | 3 de setembro de 1889   | D. Pedro II – Presidente Afonso Celso de Assis Figueiredo                |
| —  | Cândido Luís Maria de Oliveira                                                           | Ministério da Guerra | 3 de setembro de 1889   | 15 de novembro de 1889  | D. Pedro II – Presidente Afonso Celso de Assis Figueiredo                |

## República

### República Velha (1.ª República)
Estes foram os ministros durante a República Velha (1.ª República):
| Nº | Foto                | Nome                                        | Órgão                | Início                 | Fim                    | Presidente             |
| -- | ------------------- | ------------------------------------------- | -------------------- | ---------------------- | ---------------------- | ---------------------- |
| 67 |                     | Benjamin Constant                           | Ministério da Guerra | 15 de novembro de 1889 | 12 de março de 1890    | Deodoro da Fonseca     |
| 68 |                     | Eduardo Wandenkolk                          | Ministério da Guerra | 12 de março de 1890    | 19 de abril de 1890    | Deodoro da Fonseca     |
| 69 |                     | Floriano Peixoto                            | Ministério da Guerra | 19 de abril de 1890    | 22 de janeiro de 1891  | Deodoro da Fonseca     |
| 70 |                     | Antônio Nicolau Falcão da Frota             | Ministério da Guerra | 22 de janeiro de 1891  | 23 de novembro de 1891 | Deodoro da Fonseca     |
| 71 |                     | José Simeão de Oliveira                     | Ministério da Guerra | 23 de novembro de 1891 | 2 de fevereiro de 1892 | Floriano Peixoto       |
| 72 |                     | Custódio de Melo                            | Ministério da Guerra | 2 de fevereiro de 1892 | 2 de março de 1892     | Floriano Peixoto       |
| 73 |                     | Francisco Antônio de Moura                  | Ministério da Guerra | 2 de março de 1892     | 13 de abril de 1893    | Floriano Peixoto       |
| 74 |                     | Enéas Galvão                                | Ministério da Guerra | 13 de abril de 1893    | 31 de janeiro de 1894  | Floriano Peixoto       |
| 75 |                     | Bibiano Sérgio Macedo da Fontoura Costallat | Ministério da Guerra | 31 de janeiro de 1894  | 15 de novembro de 1894 | Floriano Peixoto       |
| 76 |                     | Bernardo Vasques                            | Ministério da Guerra | 15 de novembro de 1894 | 23 de novembro de 1896 | Prudente de Morais     |
| 77 |                     | Dionísio Cerqueira                          | Ministério da Guerra | 23 de novembro de 1896 | 4 de janeiro de 1897   | Prudente de Morais     |
| 78 |                     | Francisco de Paula Argolo                   | Ministério da Guerra | 4 de janeiro de 1897   | 17 de maio de 1897     | Prudente de Morais     |
| 79 |                     | Carlos Machado de Bittencourt               | Ministério da Guerra | 17 de maio de 1897     | 5 de novembro de 1897  | Prudente de Morais     |
| 80 |                     | João Tomás de Cantuária                     | Ministério da Guerra | 6 de novembro de 1897  | 15 de novembro de 1898 | Prudente de Morais     |
| 81 |                     | João Nepomuceno de Medeiros Mallet          | Ministério da Guerra | 15 de novembro de 1898 | 15 de novembro de 1902 | Campos Sales           |
| 82 |                     | Francisco de Paula Argolo                   | Ministério da Guerra | 15 de novembro de 1902 | 15 de novembro de 1906 | Rodrigues Alves        |
| 83 |                     | Hermes da Fonseca                           | Ministério da Guerra | 15 de novembro de 1906 | 27 de maio de 1908     | Afonso Pena            |
| 84 |                     | Luís Mendes de Morais                       | Ministério da Guerra | 27 de maio de 1908     | 14 de junho de 1909    | Afonso Pena            |
| 84 | 14 de junho de 1909 | Luís Mendes de Morais                       | Ministério da Guerra | 18 de junho de 1909    | Nilo Peçanha           |                        |
| 85 |                     | Carlos Eugênio de Andrade Guimarães         | Ministério da Guerra | 18 de junho de 1909    | Nilo Peçanha           | 16 de outubro de 1909  |
| 86 |                     | José Bernardino Bormann                     | Ministério da Guerra | 16 de outubro de 1909  | Nilo Peçanha           | 15 de novembro de 1910 |
| 87 |                     | Dantas Barreto                              | Ministério da Guerra | 15 de novembro de 1910 | 12 de setembro de 1911 | Hermes da Fonseca      |
| 88 |                     | Antônio Adolfo da Fontoura Mena Barreto     | Ministério da Guerra | 12 de setembro de 1911 | 30 de março de 1912    | Hermes da Fonseca      |
| 89 |                     | Vespasiano Gonçalves de Albuquerque e Silva | Ministério da Guerra | 30 de março de 1912    | 15 de novembro de 1914 | Hermes da Fonseca      |
| 90 |                     | José Caetano de Faria                       | Ministério da Guerra | 15 de novembro de 1914 | 15 de novembro de 1918 | Venceslau Brás         |
| 91 |                     | Alberto Cardoso de Aguiar                   | Ministério da Guerra | 15 de novembro de 1918 | 28 de julho de 1919    | Delfim Moreira         |
| 92 |                     | Alfredo Pinto                               | Ministério da Guerra | 28 de julho de 1919    | 3 de outubro de 1919   | Epitácio Pessoa        |
| 93 |                     | Pandiá Calógeras                            | Ministério da Guerra | 3 de outubro de 1919   | 15 de novembro de 1922 | Epitácio Pessoa        |
| 94 |                     | Setembrino de Carvalho                      | Ministério da Guerra | 15 de novembro de 1922 | 15 de novembro de 1926 | Artur Bernardes        |
| 95 |                     | Nestor Sezefredo dos Passos                 | Ministério da Guerra | 15 de novembro de 1926 | 24 de outubro de 1930  | Washington Luís        |

### 2.ª República
Estes foram os ministros durante a Segunda República Brasileira (2.ª República):
| Nº  | Foto                  | Nome                                     | Órgão                | Início                | Fim                                     | Presidente                           |
| --- | --------------------- | ---------------------------------------- | -------------------- | --------------------- | --------------------------------------- | ------------------------------------ |
| 96  |                       | José Fernandes Leite de Castro           | Ministério da Guerra | 24 de outubro de 1930 | 3 de novembro de 1930                   | Junta Governativa Provisória de 1930 |
| 96  | 3 de novembro de 1930 | José Fernandes Leite de Castro           | Ministério da Guerra | 28 de junho de 1932   | Getúlio Vargas (Governo Provisório)     |                                      |
| 97  |                       | Augusto Inácio do Espírito Santo Cardoso | Ministério da Guerra | 28 de junho de 1932   | Getúlio Vargas (Governo Provisório)     | 18 de janeiro de 1934                |
| 98  |                       | Pedro Aurélio de Góis Monteiro           | Ministério da Guerra | 18 de janeiro de 1934 | Getúlio Vargas (Governo Provisório)     | 18 de julho de 1934                  |
| 98  | 20 de julho de 1934   | Pedro Aurélio de Góis Monteiro           | Ministério da Guerra | 7 de maio de 1935     | Getúlio Vargas (Governo Constitucional) |                                      |
| 99  |                       | João Gomes Ribeiro Filho                 | Ministério da Guerra | 7 de maio de 1935     | Getúlio Vargas (Governo Constitucional) | 5 de dezembro de 1936                |
| 100 |                       | Eurico Gaspar Dutra                      | Ministério da Guerra | 5 de dezembro de 1936 | Getúlio Vargas (Governo Constitucional) | 10 de novembro de 1937               |

### Estado Novo (3.ª República)
Estes foram os ministros durante o Estado Novo (3.ª República):
| Nº  | Foto                  | Nome                           | Órgão                | Início                 | Fim                   | Presidente                   |
| --- | --------------------- | ------------------------------ | -------------------- | ---------------------- | --------------------- | ---------------------------- |
| —   |                       | Eurico Gaspar Dutra            | Ministério da Guerra | 10 de novembro de 1937 | 3 de agosto de 1945   | Getúlio Vargas (Estado Novo) |
| 101 |                       | Pedro Aurélio de Góis Monteiro | Ministério da Guerra | 3 de agosto de 1945    | 29 de outubro de 1945 | Getúlio Vargas (Estado Novo) |
| 101 | 31 de outubro de 1945 | Pedro Aurélio de Góis Monteiro | Ministério da Guerra | 31 de janeiro de 1946  | José Linhares         |                              |

### Período Populista (4.ª República)
Estes foram os ministros durante o Período Populista (4.ª República):
| Nº  | Foto                   | Nome                           | Órgão                | Início                  | Fim                                                                   | Presidentes e primeiros-ministros               |
| --- | ---------------------- | ------------------------------ | -------------------- | ----------------------- | --------------------------------------------------------------------- | ----------------------------------------------- |
| —   |                        | Pedro Aurélio de Góis Monteiro | Ministério da Guerra | 31 de janeiro de 1946   | 14 de outubro de 1946                                                 | Eurico Gaspar Dutra                             |
| 102 |                        | Canrobert Pereira da Costa     | Ministério da Guerra | 14 de outubro de 1946   | 31 de janeiro de 1951                                                 | Eurico Gaspar Dutra                             |
| 103 |                        | Newton Estillac Leal           | Ministério da Guerra | 31 de janeiro de 1951   | 26 de março de 1952                                                   | Getúlio Vargas (4.º Governo)                    |
| 104 |                        | Ciro do Espírito Santo Cardoso | Ministério da Guerra | 26 de março de 1952     | 23 de fevereiro de 1954                                               | Getúlio Vargas (4.º Governo)                    |
| 105 |                        | Euclides Zenóbio da Costa      | Ministério da Guerra | 24 de fevereiro de 1954 | 25 de agosto de 1954                                                  | Getúlio Vargas (4.º Governo)                    |
| 106 |                        | Henrique Teixeira Lott         | Ministério da Guerra | 25 de agosto de 1954    | 11 de novembro de 1955                                                | Café Filho                                      |
| 106 | 11 de novembro de 1955 | Henrique Teixeira Lott         | Ministério da Guerra | 31 de janeiro de 1956   | Nereu Ramos                                                           |                                                 |
| 106 | 31 de janeiro de 1956  | Henrique Teixeira Lott         | Ministério da Guerra | 15 de fevereiro de 1960 | Juscelino Kubitschek                                                  |                                                 |
| 107 |                        | Odylio Denys                   | Ministério da Guerra | 15 de fevereiro de 1960 | Juscelino Kubitschek                                                  | 31 de janeiro de 1961                           |
| 107 | 31 de janeiro de 1961  | Odylio Denys                   | Ministério da Guerra | 25 de agosto de 1961    | Jânio Quadros                                                         |                                                 |
| 107 | 25 de agosto de 1961   | Odylio Denys                   | Ministério da Guerra | 7 de setembro de 1961   | Ranieri Mazzilli                                                      |                                                 |
| 108 |                        | João de Segadas Viana          | Ministério da Guerra | 8 de setembro de 1961   | 12 de junho de 1962                                                   | João Goulart (primeiro-ministro Tancredo Neves) |
| 109 |                        | Nélson de Melo                 | Ministério da Guerra | 12 de junho de 1962     | 12 de julho de 1962                                                   | João Goulart (primeiro-ministro Tancredo Neves) |
| 109 | 12 de julho de 1962    | Nélson de Melo                 | Ministério da Guerra | 14 de setembro de 1962  | João Goulart (primeiro-ministro Francisco de Paula Brochado da Rocha) |                                                 |
| 110 |                        | Amaury Kruel                   | Ministério da Guerra | 14 de setembro de 1962  | João Goulart (primeiro-ministro Francisco de Paula Brochado da Rocha) | 18 de setembro de 1962                          |
| 110 | 18 de setembro de 1962 | Amaury Kruel                   | Ministério da Guerra | 24 de janeiro de 1963   | João Goulart (primeiro-ministro Hermes Lima)                          |                                                 |
| 110 | 24 de janeiro de 1963  | Amaury Kruel                   | Ministério da Guerra | 15 de junho de 1963     | João Goulart (chefe de Estado e chefe de Governo)                     |                                                 |
| 111 |                        | Jair Dantas Ribeiro            | Ministério da Guerra | 15 de junho de 1963     | João Goulart (chefe de Estado e chefe de Governo)                     | 31 de março de 1964                             |

### Ditadura militar (5.ª República)
Estes foram os ministros durante o Ditadura militar (5.ª República):
| Nº  | Foto                 | Nome                                   | Órgão                  | Início                | Fim                     | Presidente               |
| --- | -------------------- | -------------------------------------- | ---------------------- | --------------------- | ----------------------- | ------------------------ |
| 112 |                      | Artur da Costa e Silva                 | Ministério da Guerra   | 4 de abril de 1964    | 15 de abril de 1964     | Ranieri Mazzilli         |
| 112 | 15 de abril de 1964  | Artur da Costa e Silva                 | Ministério da Guerra   | 30 de junho de 1966   | Humberto Castelo Branco |                          |
| 113 |                      | Ademar de Queirós                      | Ministério da Guerra   | 1 de julho de 1966    | Humberto Castelo Branco | 15 de março de 1967      |
| 114 |                      | Aurélio de Lira Tavares                | Ministério do Exército | 15 de março de 1967   | 31 de agosto de 1969    | Costa e Silva            |
| 114 | 31 de agosto de 1969 | Aurélio de Lira Tavares                | Ministério do Exército | 30 de outubro de 1969 | Junta militar de 1969   |                          |
| 115 |                      | Orlando Geisel                         | Ministério do Exército | 30 de outubro de 1969 | 15 de março de 1974     | Emílio Garrastazu Médici |
| 116 |                      | Vicente de Paulo Dale Coutinho         | Ministério do Exército | 15 de março de 1974   | 27 de maio de 1974      | Ernesto Geisel           |
| 117 |                      | Sílvio Frota                           | Ministério do Exército | 27 de maio de 1974    | 12 de outubro de 1977   | Ernesto Geisel           |
| 118 |                      | Fernando Belfort Bethlem               | Ministério do Exército | 12 de outubro de 1977 | 15 de março de 1979     | Ernesto Geisel           |
| 119 |                      | Walter Pires de Carvalho e Albuquerque | Ministério do Exército | 15 de março de 1979   | 15 de março de 1985     | João Figueiredo          |

### Nova República (6.ª República)
Estes foram os ministros e comandantes durante a Nova República (6.ª República):
| Nº  | Foto                 | Nome                        | Órgão                             | Início                 | Fim                                     | Presidente                              |
| --- | -------------------- | --------------------------- | --------------------------------- | ---------------------- | --------------------------------------- | --------------------------------------- |
| 120 |                      | Leônidas Pires Gonçalves    | Ministério do Exército            | 15 de março de 1985    | 15 de março de 1990                     | José Sarney                             |
| 121 |                      | Carlos Tinoco Ribeiro Gomes | Ministério do Exército            | 15 de março de 1990    | 2 de outubro de 1992                    | Fernando Collor                         |
| 122 |                      | Zenildo de Lucena           | Ministério do Exército            | 2 de outubro de 1992   | 1 de janeiro de 1995                    | Itamar Franco                           |
| 122 | 1 de janeiro de 1995 | Zenildo de Lucena           | Ministério do Exército            | 1 de janeiro de 1999   | Fernando Henrique Cardoso (1.º Governo) |                                         |
| 123 |                      | Gleuber Vieira              | Ministério do Exército            | 1 de janeiro de 1999   | 9 de junho de 1999                      | Fernando Henrique Cardoso (2.º Governo) |
| 123 | Comando do Exército  | Gleuber Vieira              | 10 de junho de 1999               | 1 de janeiro de 2003   |                                         | Fernando Henrique Cardoso (2.º Governo) |
| 124 | Comando do Exército  |                             | Francisco Roberto de Albuquerque  | 1 de janeiro de 2003   | 8 de março de 2007                      | Luiz Inácio Lula da Silva (1.º Governo) |
| 125 | Comando do Exército  |                             | Enzo Peri                         | 8 de março de 2007     | 1 de janeiro de 2011                    | Luiz Inácio Lula da Silva (2.º Governo) |
| 125 | Comando do Exército  | 1 de janeiro de 2011        | Enzo Peri                         | 5 de fevereiro de 2015 | Dilma Rousseff (1.º Governo)            |                                         |
| 126 | Comando do Exército  |                             | Eduardo Villas Bôas               | 5 de fevereiro de 2015 | 31 de agosto de 2016                    | Dilma Rousseff (2.º Governo)            |
| 126 | Comando do Exército  | 31 de agosto de 2016        | Eduardo Villas Bôas               | 11 de janeiro de 2019  | Michel Temer                            |                                         |
| 127 | Comando do Exército  |                             | Edson Pujol                       | 11 de janeiro de 2019  | 20 de abril de 2021                     | Jair Bolsonaro                          |
| 128 | Comando do Exército  |                             | Paulo Sérgio Nogueira de Oliveira | 20 de abril de 2021    | 31 de março de 2022                     | Jair Bolsonaro                          |
| 129 | Comando do Exército  |                             | Freire Gomes                      | 31 de março de 2022    | 29 de dezembro de 2022                  | Jair Bolsonaro                          |
| 130 | Comando do Exército  |                             | Júlio Cesar de Arruda             | 29 de dezembro de 2022 | 21 de janeiro de 2023                   | Luiz Inácio Lula da Silva (3.º Governo) |
| 131 | Comando do Exército  |                             | Tomás Ribeiro Paiva               | 21 de janeiro de 2023  | —                                       | Luiz Inácio Lula da Silva (3.º Governo) |

## Bandeira-insígnia do Comandante do Exército
A configuração atual da Bandeira-insígnia do Comandante do Exército foi oficializada pela portaria do Comando do Exército nº 1.879, de 1 de dezembro de 2022 que alterou a  Portaria Ministerial nº 370, de 16 de julho de 1999, que foi o documento de criação do referido símbolo.